# Eligiusz z Noyon
Eligiusz z Noyon, fr. Éloi de Noyon (ur. ok. 588 w Chaptelat, zm. 1 grudnia 660 w Noyonie) – urzędnik dworski z czasów panowania Merowingów, biskup Noyonu i Tournai (641-659), misjonarz, święty Kościoła katolickiego i ewangelickiego.

## Życiorys
Pochodził z akwitańskiej chrześcijańskiej rodziny, prawdopodobnie galloromańskiego pochodzenia. Jako chłopiec uczył się rzemiosła w warsztacie menniczym sławnego Ebbona w pobliskim Limoges. Później udał się do Paryża, gdzie dzięki protekcji królewskiego podskarbiego Babbona dostał się na dwór frankijskiego Chlotara II, dla którego wykonał z powierzonego mu srebra tron z oparciem zdobnym precjozami. Piastował następnie godności dworskie w stolicy i w Arles, pozostając potem w służbie Dagoberta, przy którym był nawet kanclerzem (względnie głównym doradcą). Po jego śmierci usunął się z dworu i został kapłanem.
Założył wówczas kilka klasztorów, m.in. w Solignac i Paryżu, przekazywał datki dla biednych i podejmował próby ewangelizacji podbijanych terenów. 13 maja 640 roku otrzymał (wraz ze swoim przyjacielem Audoenem) sakrę biskupią i po śmierci biskupa Akariusza objął urząd w Noyonie (z jurysdykcją również nad Tournai).
W 654 roku Eligiusz przyjął przywilej dla opactwa Saint-Denis (wyłączenia go spod jurysdykcji zwykłych). W Noyon zbudował klasztor dla panien i założył tam opactwo, podobnie jak w Tournai i w Saint-Quentin. Po znalezieniu ciała chrześcijańskiego męczennika Kwintyna, którego tam pojmano, nakazał wzniesienie ku jego czci kościoła z regułą zakonną irlandzkiego mnicha św. Kolumba. Odkrył również ciała św. Piatusa († ok. 286) i jego towarzyszy oraz szczątki irlandzkiego misjonarza św. Furzeusza († ok. 650).
W 659 roku zrezygnował z urzędu i podjął się chrystianizacji terenów Flandrii, zamieszkanych przez pogańskich Flamandów oraz Fryzów, mieszkańców rejonu Antwerpii, Tournai, Courtrai (w pobliżu Gandawy), Brugii (fr. Bruges) i Douai, a także barbarzyńskich plemion zamieszkujących wzdłuż wybrzeża. Zmarł w wieku ok. 70 lat. Pochowany został w Noyonie.
Zostawił po sobie spisane kazanie z czasu zwalczania praktyk pogańskich, homilię na Sąd Ostateczny oraz napisany w 645 r. list, w którym uprasza o modlitwę św. Dezyderiusza, biskupa Bourges i powiernika króla Dagoberta. Pozostałych 14 homilii, którym przypisuje się jego autorstwo, jest mało wiarygodnych.

## Kult i relikwie
Po kanonizacji stał się jednym z najpopularniejszych świętych dawnej Galii, a jego kult rozprzestrzenił się poza granice kraju docierając również do Polski. Czczony jest szczególnie we Flandrii, w prowincji Antwerpia, Tournai, Courtrai k. Gandawy, Brugii i Douai. W średniowieczu jego relikwie zostały przedmiotem szczególnej czci. Często były przenoszone do innych miejsc spoczynku w latach: 881, 1066, 1137, 1255 i 1306.
Jego wspomnienie liturgiczne w Kościele ewangelickim i katolickim obchodzone jest 1 grudnia.
Przeniesienie relikwii Kościół katolicki wspomina 25 czerwca.

## Patronat

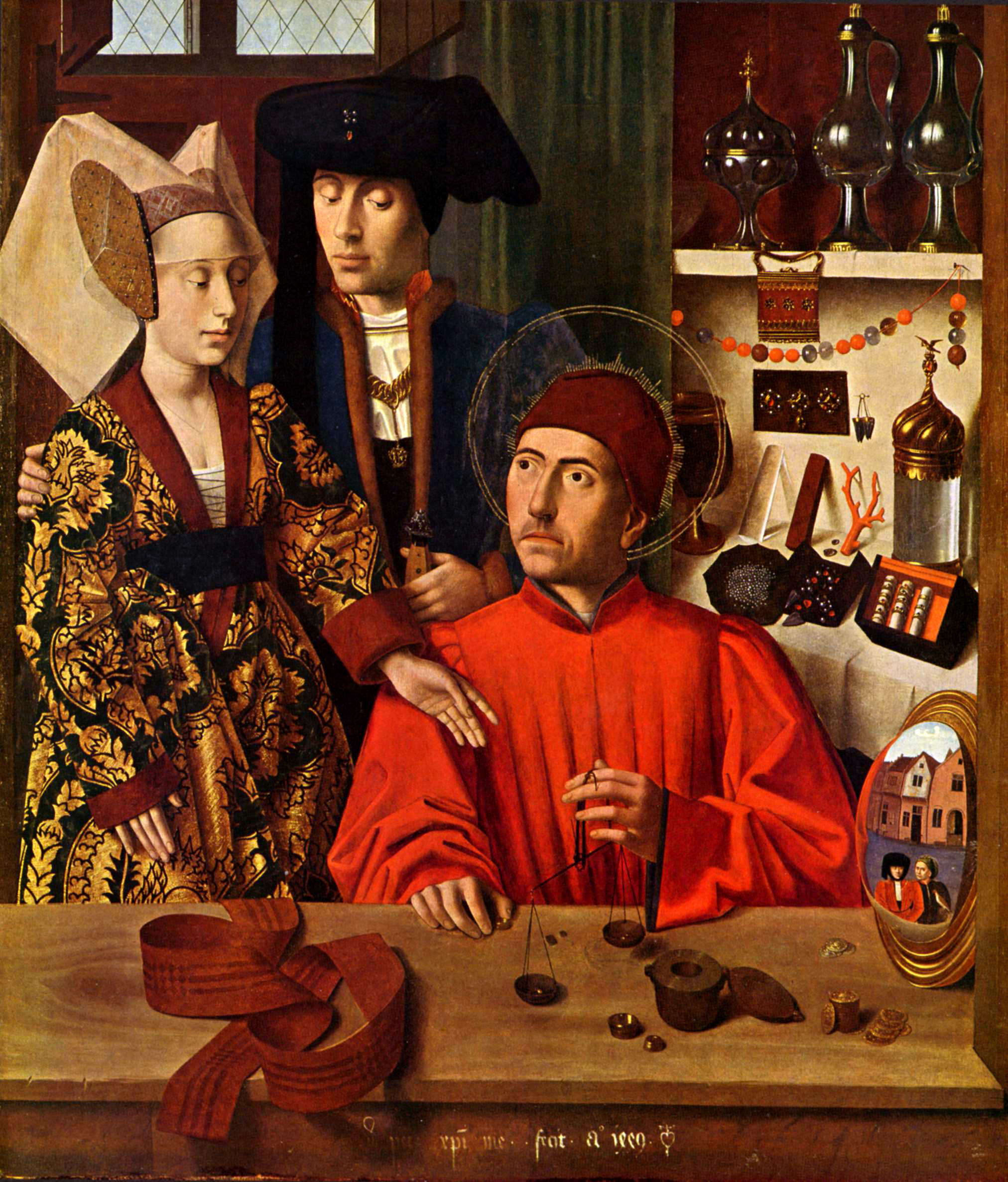
Św. Eligiusz jako złotnik w pracowni (mal. Petrus Christus)

Jest patronem złotników, grawerów i pracowników w metalu, zwłaszcza kowali. Poprzez kowali patronat ten przeszedł m.in. na woźniców, dorożkarzy i handlarzy końmi. Jeszcze dziś niektórzy rzemieślnicy na Zachodzie w dniu 1 grudnia wstrzymują się od pracy. Jako orędownika wzywano go oprócz św. Floriana również przy pożarach. W Polsce uważany jest także za patrona lekarzy weterynarii oraz zegarmistrzów.
Ponieważ przejściowo pełnił też urząd zarządcy mennicy w Marsylii (historycznym świadectwem są monety Chlotara i Dagoberta z inskrypcją ELIGIVS MONETARIVS), uważany jest i za patrona mincerzy, numizmatyków oraz kolekcjonerów monet. W związku z tym upamiętniono go na licznych okazach medalierstwa i numizmatyki. Od 1996 Niemieckie Towarzystwo Numizmatyczne (DNG) corocznie przyznaje nagrodę jego imienia (Eligiuspreis) za opracowanie doniosłego problemu w tej dziedzinie.

## W ikonografii

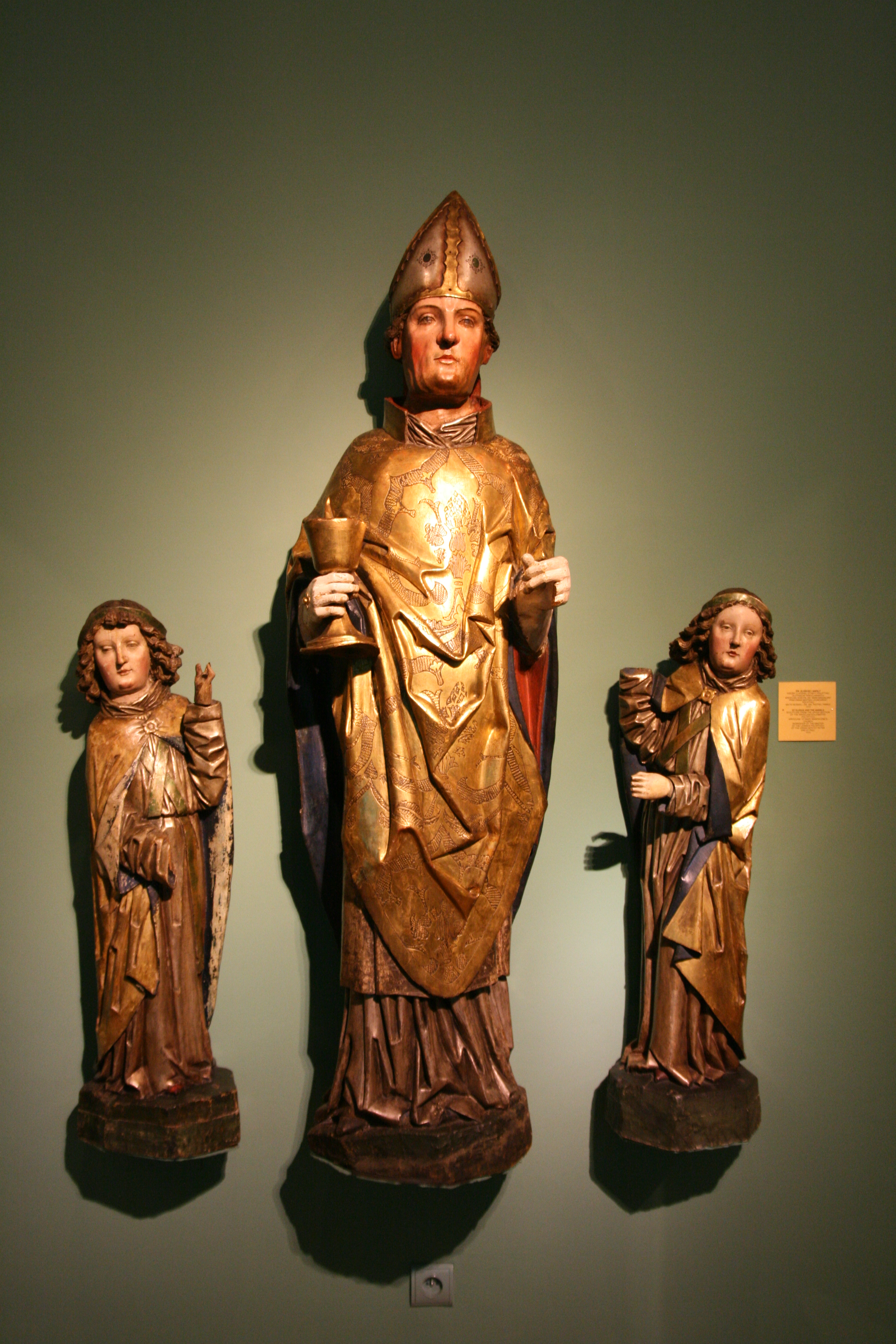
Święty z aniołami – rzeźby z kościoła wrocławskiego

W ikonografii św. Eligiusz przedstawiany jest w stroju biskupa, często z pastorałem i miniaturą kościoła ze złota na otwartej dłoni w prawicy. Ponadto w sztuce jego atrybutami najczęściej są przybory kowalskie (kowadło, młot, szczypce-cęgi, podkowa). Najbardziej znany obraz Petrusa Christusa przedstawia go jednak w złotniczym warsztacie (Św. Eligiusz złotnik lub Św. Eligiusz w pracowni, 1449), ważącego obrączki dla młodej pary, w otoczeniu przedmiotów dokumentujących jego zawód – wśród nich garści złotych monet. W Polsce zachowana figura świętego jako patrona złotników pochodzi z ołtarza ufundowanego przez nich we wrocławskim kościele św. Marii Magdaleny.
W malarstwie, zwłaszcza zachodnioeuropejskim (głównie francuskim i włoskim), od średniowiecza chętnie sięgano po tematy nawiązujące do popularnych legend z życia świętego. Jacopo da Empoli wyobraził go np. w scenie, gdy prezentuje dwa wykonane srebrne trony frankijskiemu królowi (Uczciwość św. Eligiusza, 1614). Z kolei Sandro Botticelli ukazał go w kuźni jako kowala zakładającego podkowę narowistemu rumakowi (Cud św. Eligiusza, 1490-92, z florenckiej Galerii Uffizi). Scena ta, niejednokrotnie odtwarzana w malarstwie, łączy się z legendą, według której Eligiusz miał odciąć nogę konia i po nałożeniu podkowy ponownie przywrócić ją zwierzęciu w cudowny sposób.